# TAFS (Band)
TAFS ist eine Rap-Gruppe aus dem Kanton Basel-Landschaft (Schweiz).

## Geschichte
TAFS besteht aus den beiden MCs Taz und Aman sowie DJ Flink, daher auch der Name TAFS (Taz Aman Flink Squad). Die Band besteht seit 1997, als sich Taz und Aman trafen. Der Track 8i Bahnhof wurde auch auf der von Jubaira zusammengestellten VIVA-Compilation Schwiizer Rap Garde veröffentlicht. Sie rappen im Dialekt des Baselbiets und weisen in ihren Texten ausdrücklich darauf hin, dass sie keine Basler sind. Auf dem Livealbum 44 Live! wird TAFS von der Reggae-Gruppe The Scrucialists begleitet.
Neben der gemeinsamen Arbeit sind die Mitglieder auch ausserhalb der Gruppe aktiv, so veröffentlichten Aman und Taz 2006 Soloalben, DJ Flink nahm zuvor mit dem Soulsänger Seven ein Album auf und moderiert wöchentlich jeweils am Montag auf Radio DRS Virus die Sendung Vo 7 bis Flink.

## Diskografie
- 1999: 8i Bahnhof (Single)
- 2001: Introspektion (Taz)
- 2002: Liebi zur Sach
- 2003: 44
- 2004: 44 Live!
- 2005: Prestige (Taz.Greis.Claud.Curse)
- 2006: Juli/November (Aman)
- 2006: Zum Glück (Taz)
- 2007: Roots 44
- 2010: Gschwäll
- 2013: Landgang